# Raymond Grégoire
Pour le chirurgien, voir Raymond Grégoire (chirurgien).
Pour les articles homonymes, voir Grégoire.
Raymond Grégoire, né le 31 décembre 1905 à Paris et mort le 24 mars 1960 dans la même ville, est un physicien français. Il fait sa carrière de chercheur au laboratoire Curie de l'Institut du Radium de 1927 à 1960.

## Biographie
Né le 31 décembre 1905 dans le 17e arrondissement de Paris, Raymond Grégoire est un élève de l'École municipale de physique et de chimie industrielles. Entré en 1923, il en sort deuxième de la 42e promotion. Sur les recommandations de Paul Langevin, alors directeur de l’École, il entre en 1927, au laboratoire Curie de l'Institut du Radium comme préparateur de Marie Curie. C'est alors qu'il est appelé à faire son service militaire. Revenu au laboratoire et ayant obtenu une bourse de la Caisse nationale des sciences, il publie un premier article sur les ions produits dans l'air par les rayons alpha du Polonium. Marie Curie le jugeant digne d'intérêt (« Je suis vraiment contente de mon jeune Grégoire, je savais qu'il était très doué ! ») incite alors Raymond Grégoire à commencer une thèse de doctorat sous sa direction qu'il soutient en 1933 sur les rayons alpha.
Devenu docteur ès sciences, il continue ses recherches au laboratoire Curie tout en enseignant. Il succède alors à Frédéric Joliot-Curie comme professeur d'électricité à l’école Charliat aujourd'hui École supérieure d'ingénieurs en génie électrique. Il dirige aussi un temps les travaux pratiques d’électronique à l’ESPCI.
En 1937, pour l'ouverture du Palais de la découverte, Jean Perrin lui confie l'organisation des salles d’expositions consacrées à la radioactivité naturelle et artificielle. 
Cette même année 1937, il devient chef de travaux du laboratoire Curie avant d'être en 1947 nommé maître de conférences. 
En 1939, il part dans l’océan pacifique où il mesure les rayons cosmiques du voisinage de l'équateur.
En 1948, il dirigea les travaux pratiques du Commissariat à l’Énergie Atomique (CEA).
Il meurt le 24 mars 1960 au sein de l'Hôpital Bichat dans le 18e arrondissement à la suite d’un arrêt cardiaque à l’école Charliat, la craie à la main à l’âge de 54 ans.

## Décoration
- Officier de l'Instruction publique en 1955, en qualité de « maître de conférences à la faculté des sciences de Paris »

## Travaux
- Sur le nombre de paires d'ions produits dans l'air par un rayon alpha du polonium CRAS, t.193, 1931. p. 41-44
- Sur la courbe de Bragg des rayons H. CRAS, 1935, p. 1-3
- Sur le nombre de masse des isotopes stables des éléments 43, 61, 85 et 87 CRAS, 1938 ", p.1477-1478
- Noyaux stables et radioactifs Journal de Physique et le Radium, 1938, no 10. p. 419-427
- Note sur le parcours dans l'air des rayons alpha -Connaissances actuelles sur la constitution de la matière Revue générale d'électricité, du 24 juin 1939, t. XLV, p. 833-844